# Сапалери
Сапалери (исп. Cerro Zapaleri) — потухший вулкан в Андах.
Высота — 5653 м над уровнем моря. Гора известна тем, что является пограничным стыком Аргентины (провинция Жужуй), Боливии (департамент Потоси) и Чили (область Антофагаста).
Сапалери имеет два пика, южный и северный, в кратере — небольшое озеро.
Прилегающие к горе территории являются охраняемыми. На территории Боливии это природный парк Эдуардо Авароа, в Чили — национальный заповедник Лос-Фламенкос. На аргентинской стороне расположена охраняемая территория Вилама.